# Rachael Blackmore
Rachael Blackmore (Killenaule, Comtat de Tipperary, Irlanda, 11 de juliol de 1989) és una joquei irlandesa, que competeix al National Hunt racing.
L'abril de 2021 guanyà el Grand National muntant a Minella Times, essent la primera dona en aconseguir-ho.